# 錄德
錄德（1862年—？），号飬九，博霍罗特氏，荆州驻防蒙古鑲黃旗人，清朝政治人物、同進士出身。
光緒戊子举人，庚寅贡士，十八年（1892年），参加光緒壬辰科殿試，登進士三甲133名。同年五月，以主事分部学习。后任江苏仪征县知县。

## 家庭
- 曾祖德成；
- 祖有壽；
- 父裕發，荆州镶白旗蒙古佐领；
- 胞叔裕連，光绪癸未进士；
- 子錫綸，錫缙。